# Pink Armenia
Pink Armenia (en armenio: Փինք Հայաստան, romanizado: P’ink’ Hayastan) es la primera organización no gubernamental de derechos LGBTQIA+ en Armenia. Pink Armenia se fundó en 2007 y tiene su sede en Ereván. Su misión es atender y apoyar las necesidades de las personas lesbianas, gays, bisexuales y transgénero en Armenia, promover la protección de sus derechos humanos y abogar por el cambio de políticas públicas en torno a las cuestiones LGBT.

## Organización
Pink Armenia lleva a cabo varios programas y campañas de defensa y brinda una amplia gama de servicios a los miembros de la comunidad LGBT, que incluyen respuesta a emergencias, gestión de casos, asistencia legal, apoyo social, apoyo familiar y apoyo en materia de salud mental. La organización también ha establecido alianzas con organizaciones locales e internacionales que trabajan en los campos de la salud sexual, la protección de los derechos humanos, la lucha contra la discriminación, la promoción de la igualdad y la diversidad, el aumento de la comprensión de las cuestiones de género y el apoyo al desarrollo de una democracia fuerte en Armenia. El director actual de Pink Armenia es Mamikon Hovsepyan. La organización trabaja en estrecha colaboración con Right Side ONG en asuntos relacionados con las personas trans, incluida la defensa de una identificación de género más sencilla.
En 2011, Pink Armenia se convirtió en miembro de pleno derecho de ILGA e ILGA-Europa. En 2014, Pink Armenia se convirtió en miembro de la Coalición de Europa del Este para la Igualdad LGBT+, que es una red de organizaciones LGBT+ de los estados miembros de la Asociación Oriental de la Unión Europea (Armenia, Georgia, Moldavia, Ucrania y Rusia), que se centra principalmente en mejorar la situación de las personas LGBT+ y los problemas en toda Europa del Este.
Pink Armenia participa en el diálogo con el gobierno de Armenia y proporciona ciertas recomendaciones. En 2015, como parte del Examen Periódico Universal de la ONU de Armenia, la organización proporcionó al gobierno la recomendación de incluir la orientación sexual y la identidad de género como un motivo reconocido de discriminación en el proyecto de ley contra la discriminación de Armenia.
La organización apoya los objetivos de la revolución armenia de 2018, y muchos de sus miembros participaron en las protestas. Mamikon Hovespyan afirmó que "si bien las personas LGBT+ estuvieron presentes en las protestas anteriores, esta vez fueron más visibles y aceptadas".

## Historia
Pink Armenia fue fundada en 2007 y su principal objetivo es generar conciencia pública sobre temas LGBT y la prevención de infecciones de transmisión sexual. Desde 2007, sus programas incluyen capacitaciones y conferencias en Gyumri, Dilijan, Vanadzor y Ereván.
El 21 de mayo de 2012, la organización realizó un desfile de la diversidad en Ereván para conmemorar el Día Mundial de la Diversidad Cultural.
En mayo de 2015, la organización envió una carta al expresidente de Armenia, Serzh Sargsián, instándolo a proteger los derechos de las personas LGBT y a los funcionarios del gobierno a monitorear los casos de discriminación directa e indirecta por motivos de orientación sexual e identidad de género.
Según una encuesta de 2016 sobre las actitudes sociales hacia las personas LGBT, realizada por Pink Armenia y el Grupo de Apoyo a las Iniciativas de Mujeres en la vecina Georgia, solo el 9% de los armenios dijeron que conocían a una persona LGBT.
En octubre de 2016, Pink Armenia organizó el estreno de Listen To Me: Untold Stories Beyond Hatred, un documental producido por Pink Armenia sobre las vidas de diez personas LGBT en Armenia. Pink Armenia invitó a varios representantes gubernamentales y ministerios a asistir al estreno de la película, sin embargo, ninguno respondió. En 2017, el Festival Internacional de Cine de Ereván canceló las proyecciones de Listen to Me y Apricot Groves. Pink calificó el incidente como "no solo una discriminación contra la comunidad LGBT armenia y una violación de la libertad de expresión y la libertad de crear, sino también una bofetada a la cinematografía armenia".
En 2018, en la gala del vigésimo aniversario de la Sociedad Armenia LGBTQ+ GALAS en Glendale (California), el director de Pink Armenia, Mamikon Hovsepyan, afirmó que "Armenia tiene un gran potencial para convertirse en uno de los mejores países del mundo donde se protegen los derechos humanos, donde todos disfrutan de la igualdad y la armonía, donde la discriminación no tiene cabida".
El 28 de febrero de 2018, Equality Armenia organizó un evento benéfico en Pasadena para recaudar fondos para Pink Armenia.
En 2018, durante un aumento del discurso político anti-LGBT+, Hasmik Petrosyan, abogado de PINK Armenia, afirmó: "Es muy desagradable escuchar que la comunidad LGBT es un dolor de cabeza para el gobierno. Pero seamos realistas, lo es. En un contexto de tanta agitación política, cuando todo se usará en tu contra, es difícil cambiar la dirección de la narrativa. La cuestión LGBT se está poniendo artificialmente en la agenda por razones políticas, para manipular al público".
Tras la invasión rusa de Ucrania en 2022, Pink Armenia publicó una declaración en la que afirmaba que la organización estaba preparada para ayudar a la comunidad LGBT+ de Ucrania y Rusia que necesitara asistencia, incluida asistencia jurídica y asesoramiento.
En marzo de 2022, Patrick Davarhanian, educador de YWCA Glendale y Pasadena, glendaleOUT y el Distrito Escolar Unificado de Glendale, organizó un panel digital titulado "Mejorar la alianza para las comunidades LGBTQIA+ armenias". Entre los panelistas se encontraban el profesor de la Universidad Estatal de Ereván, Vahan Bournazian; el director de Pink Armenia, Mamikon Hovsepyan; la fundadora de la ONG Right Side, Lilit Martirosyan; el miembro de Charachchi, Perch Melikyan; y Erik Adamian, de GALAS y la Fundación ONE Archives. Los panelistas transmitieron observaciones sobre las violaciones de los derechos humanos de los miembros de la comunidad LGBTQIA+ en Armenia, como se describe en el documental de 2016 Listen to Me: Untold Stories Beyond Hatred. Los panelistas también destacaron las respuestas de los jóvenes y los defensores y presentaron un llamado a la acción para mejorar la alianza para los jóvenes y adultos LGBTQIA+ tanto en Armenia como en los Estados Unidos.
El 1 de noviembre de 2022, durante el "Foro Arcoiris 2022" de Pink Armenia en Ereván, Garo Paylan, un miembro étnico armenio del parlamento de Turquía, realizó una visita improvisada después de reunirse con el primer ministro de Armenia, Nikol Pashinián, ese mismo día. Paylan declaró: "Si Armenia quiere ser un país democrático, debe respetar los derechos LGBTIQ". El foro fue el séptimo foro anual organizado por Pink Armenia y más de 140 personas participaron en el evento, que contó con el apoyo del Gobierno de Suecia.
En abril de 2023, la policía allanó Poligraf, un destacado club nocturno de Ereván conocido por ser un espacio seguro para la comunidad LGBTQ+ de Armenia, y detuvo a más de cuarenta personas. Pink Armenia ha condenado el incidente, y la presidenta Lilit Avetisyan declaró: "Pusieron a todos los presentes en el suelo, utilizaron la violencia, llevaron a todos al departamento [de policía] y comenzaron a burlarse de ellos, principalmente por su vestimenta y orientación sexual".
En noviembre de 2024, durante su visita a Armenia, la activista sueca Greta Thunberg visitó Pink Armenia, que declaró: "Extendemos nuestra gratitud a Greta Thunberg por plantear los problemas críticos de Armenia en las plataformas internacionales y por mostrar su solidaridad con el movimiento LGBT+".